# Октофіліти
Октофіліти (рос. октофилиты, англ. octophyllites, нім. Oktophyllite m pl) — групова назва слюд магніїсто-залізисто-літіїстого ряду, об'єднаних на основі структурної формули — K(Mg, Fe)3[(OH)2|AlSi3O10], в якій на 12 аніонів припадає 8 катіонів.
Назва — за хім. складом. (A. Winchel, 1925).